# Mike Singer
Pour les articles homonymes, voir Singer.
Mike Singer, né le 20 janvier 2000 à Kehl, en Allemagne, est un auteur-compositeur-interprète allemand.

## Biographie

### Enfance
Mike Singer est né à Kehl (en face de Strasbourg) et a grandi à Offenbourg. La famille compte deux enfants. Son frère s'appelle Davin.
En 2013, il participe à The Voice Kids Germany où il interprète Boyfriend de Justin Bieber. Il est choisi par Lena à la dernière seconde de son interprétation.

### 2016: contrat avec Warner
En 2016, il signe un contrat avec Warner Music qui lui permet de sortir son premier album en février 2017 appelé Karma. Il apparaît régulièrement dans le journal Bild. Son premier album rencontre un grand succès.

### 2017
D'après un article de Die Welt, il est le « Justin Bieber allemand ».

### 2018:Deja vu
En janvier 2018, il sort son deuxième album chez Warner Music, intitulé Deja vu. L'album se classe très rapidement n°1 des charts en Allemagne, il enchaîne ainsi sur une tournée de 24 concerts en 31 jours.

## Autres activités
En 2021, il fera partie des membres du jury de l'émission musicale Deutschland sucht den SuperStar aux côtés du musicien allemand Dieter Bohlen, du chanteur allemand Michael Wendler et de la chanteuse  irlando-américaine Maite Kelly,.

## Discographie

### Album
- 2014 : Only You
- 2017 : Karma
- 2018 : Deja Vu
- 2019 : Trip

### EP
- 2015 : Nur mit Dir

### Single
- 2015 : Heal
- 2016 : Karma
- 2016 : Karma (Remixes)
- 2016 : Bring mich zum Singen
- 2017 : Egal
- 2017 : Nein
- 2017 : Deja Vu
- 2017 : Galaxie (ft. Sierra Kidd)
- 2017 : FlashBacks
- 2018 : Netflix and Chill (ft. Kay One)
- 2018 : Bella Ciao
- 2018 : Safe Digga (ft. Slimane)
- 2018 : Taub
- 2018 : Singer

## Classement
En 2017, l'album Karma est classé 1er en Allemagne, 5e en Autriche et 12e en Suisse.
En 2018, l'album Deja Vu est classé 1er en Allemagne, 2e en Autriche et en Suisse.

## Animation
- 2021 : Deutschland sucht den SuperStar (18e saison) : juge